# Сражение при Браилове (1770)
Сражение при Браилове — одно из сражений русско-турецкой войны 1768—1774 годов, произошедшее 18 (29) января 1770 года в Валахии.

## История
Победа, одержанная генерал-майорами И. М. Подгоричани и Г. А. Потёмкиным над соединенными силами Абда-Паши и Сулеймана-Аги при Фокшанах 3 и 4(15) января 1770 года, позволила генерал-поручику Х. Ф. Штофельну двинуть войска к Браилову. Этого от него требовал главнокомандующий генерал-аншеф П. А. Румянцев, обеспокоенный сведениями, что турки предполагали 17 января предпринять из этой крепости поиск в Валахию. Он приказал Штофельну предупредить турок и овладеть Браиловом. Для выполнения этого приказания из Фокшан к Браилову двинулись отряды Подгоричани и Потёмкина, и из Ясс — сам Штофельн с основными силами. 
17(28) января войска соединились, не доходя 12 вёрст до Браилова, и направились к крепости, выслав вперед авангард подполковника Хорвата. Навстречу русским из Браилова вышел турецкий конный отряд (2 тысяч) и после незначительной стычки с авангардом поспешно отступил в крепость. 
Утром 18 января Штофельн двинулся непосредственно к Браилову. Османский гарнизон, усиленный войсками Абда-паши до 15 тысяч, занял позицию впереди ретраншемента, окружавшего замок. Когда русские подошли к ней, неприятельская конница атаковала их со всех сторон. Огонь русской пехоты и атаки конницы заставили турок отступить к крепости, после чего генерал Штофельн направил против неприятельской позиции колонны Потёмкина и князя Ю. Н. Трубецкого. Не выждав нападения, турецкая пехота отступила в крепость, а конница направилась к реке Серет. Выделив для преследования конницы часть своей кавалерии, генерал Штофельн двинул для штурма крепости колонны С. М. Ржевского и Потёмкина, которые вошли с двух сторон на городские улицы и отбросили турок к крепости.
Крепость была защищена широким и глубоким рвом, а также земляным валом высокого профиля и толстым дубовым палисадом с бойницами. Над крепостью возвышался каменный замок. На валу находилось до 80 пушек крупного калибра. Судя по плотности артиллерийского огня, турки не имели недостатка в боеприпасах. Учитывая узость крепостных верков, гарнизон мог оказать упорное сопротивление.
На военном совете штурм города имеющимися силами при отсутствии осадной артиллерии был признан нецелесообразным. 19 января Штофельн сжёг город и 21 января отступил в направлении Бухареста, по пути разорив около 260 сёл вдоль Дуная. Потери: русских — убито 13 нижних чинов, ранен 1 офицер и 82 нижних чина; турок — убито и ранено 1 тысяча. Трофеи русских — 3 пушки, 6 бунчуков и 2 знамени. 
В 8 верстах от крепости Журжа отряд Штофельна подвергся нападению 10-тысячного кавалерийского отряда турок. Атака была отбита, и отряд Штофельна подошел к Журже.  